# Markus Strömqvist
Olof Gunnar Markus Strömqvist, född 13 juni 1970 i Ärtemarks församling i Älvsborgs län, är en svensk filmproducent.

## Biografi
Markus Strömqvist växte upp i Bengtsfors i Dalsland och var med och startade lokal-TV i Åmål innan han via Film i Väst, som då låg i Alingsås, började som promotionproducent på Kanal 5, en av Sveriges första kommersiella TV-stationer. Efter fem år på Kanal 5 startade han år 1999 eget produktionsbolag och har varit verksam där sedan dess.
Tillsammans med Ronny Svensson har han  producerat dvd-utgåvan av Bo Widerbergs Mannen på taket. Strömqvist producerade även den prisbelönta långfilmen "Aerobics - A Love Story" i regi av Anders Rune.
Markus Strömqvist är gift och har två barn.